# Barbiemix
Barbiemix je prvi album remiksa zrenjaninskog pop pank sastava Oružjem protivu otmičara. 
Na albumu se nalaze obrade pesama sa albuma BarbieCue.
Album je sniman 1997. godine u studiju "O" u Beogradu, godinu dana nakon velikog uspeha koji je ostvario BarbieCue.

## Sadržaj albuma
1. Pesma za mene — 4:50
2. Malo ubistvo među prijateljima — 3:51
3. Na biciklu — 3:51
4. Amnezija — 7:32
5. skrivena pesma